# Ivana Nevludová
Ivana Nevludová (* 29. července 1977 Opava) je česká politička a účetní, v letech 2017 až 2021 poslankyně Poslanecké sněmovny PČR, bývalá členka hnutí SPD, nyní členka hnutí JAP.

## Život
Pracuje jako účetní. V letech 2003 až 2014 byla jednatelkou firmy Pohl.consult.
Žije v obci Pustá Polom na Opavsku. Je vdaná.

## Politické působení
Byla členkou ODS, kde ale neuspěla ani na funkci pokladníka MS Opava. Poté členka hnutí SPD, zastávala v něm funkci druhé místopředsedkyně Regionálního klubu SPD Moravskoslezského kraje. V té době také sympatizovala s názory, jež podporovaly Rusko a naopak kritizovaly USA nebo islám. Aktuálně.cz uvedlo, že k říjnu 2017 byla na Facebooku členkou několika skupin, např.: „STOP ISLAMU“, „JSME PROTI OPĚTOVNÉ INVAZI AMERICKÉHO KONVOJE!“; „Miluji kapelu Ortel…“ či „Podporujeme svého prezidenta Miloše Zemana“.
V krajských volbách v roce 2016 kandidovala za hnutí SPD na kandidátce subjektu „Koalice Svoboda a přímá demokracie - Tomio Okamura (SPD) a Strana Práv Občanů“ do Zastupitelstva Moravskoslezského kraje, ale neuspěla.
Ve volbách do Poslanecké sněmovny PČR v roce 2017 byla za hnutí SPD zvolena poslankyní v Moravskoslezském kraji, a to ze třetího místa kandidátky.
V březnu 2019 z hnutí SPD vystoupila a stala se členkou nového hnutí Jednotní – alternativa pro patrioty (JAP). Ve volbách do Poslanecké sněmovny PČR v roce 2021 však již nekandidovala.